# 肯尼亚—斯洛伐克关系
肯尼亚－斯洛伐克关系指的是肯尼亚共和国和斯洛伐克共和国之间的外交关系。

## 历史
斯洛伐克副总理兼外交部长米羅斯拉夫·萊恰克于2014年访问了肯尼亚。他与肯尼亚外交部长和肯尼亚总统举行了会谈。

## 发展合作
斯洛伐克向肯尼亚提供了共2.06亿肯尼亚先令（大约2百万欧元）的国际援助，主要应用于医疗、教育、农业和公众管理等领域。除此之外还斯洛伐克还在就业、民主和善政方面向肯尼亚提供国际援助。肯尼亚是斯洛伐克援助项目下收益的两个非洲国家之一。
两国还在贸易、能源（核能）、建筑、交通、基础设施、工程、水利、农业和信息技术等领域进行合作。
每年大约有2000名斯洛伐克人访问肯尼亚。

### 核能
斯洛伐克正在协助肯尼亚发展其核能能力，以便肯尼亚能够满足其未来自身的能源需求。肯尼亚的目标是每年培训100名核能相关的人才，其中一个将在斯洛伐克完成相关学业。

## 贸易
2011年，肯尼亚和斯洛伐克之间的贸易额高达584万欧元，其中肯尼亚向斯洛伐克出口61万欧元的商品，斯洛伐克向肯尼亚出口了527万欧元的商品。肯尼亚出口到斯洛伐克的主要商品有鲜切花、豆类、水果、坚果、咖啡和螺栓。斯洛伐克向肯尼亚出口的主要商品则是纸张、汽车、化肥、机械设备、计算机和电子产品。

## 使馆
斯洛伐克在肯尼亚首都内罗毕设有大使馆。但是肯尼亚尚未在斯洛伐克首都布拉迪斯拉发设立大使馆，对斯洛伐克的相关事务由肯尼亚驻奥地利大使馆兼辖。